# Portsmouth
Portsmouth je lučki grad na jugu Engleske, u regiji Jugoistok, povijesnoj grofoviji Hampshire. U gradu je 2007. godine živjelo 197.700 ljudi.
Osnovan je 1180. godine, a od 1926. ima status grada. U novije je vrijeme broj stanovnika grada prilično oscilirao, tako da je 1951. godine bilo 233.545 ljudi, a nakon toga je, sve do 1991. godine, broj opadao. Većinu stanovnika (91,4 %) čine bijelci, zatim 3,6 % Azijci iz Južne Azije, 1,3 % ljudi miješanih rasa, 1,2 % Crnci te 2,5 % Kinezi i ostali.
Grad ima jedno sveučilište koje se naziva University of Portsmouth (Sveučilište u Portsmouthu). Glavne privredne djelatnosti vezane su uz luku (brodogradnja, transport, ribarstvo), a značajan dio stanovništva radi i u trgovini te turizmu.
Jedan od simbola grada je i nogometni klub Portsmouth F.C., koji se natječe u engleskoj League One i koji svoje domaće utakmice igra na stadionu Fratton Park.

## Vanjske poveznice
- Službena stranica (engl.)

### Ostali projekti
|  | Zajednički poslužitelj ima još gradiva o temi Portsmouth |